# Daniel Magder
Daniel Magder, né le 12 décembre 1991 à Thornhill, dans la banlieue de Toronto, est un acteur canadien.

## Biographie
Il apparait dans divers films comme X-Men ou encore dans la série télévisée canadienne à succès Derek, dans laquelle il joue le personnage d'Edwin Venturi.  Il apparaît ensuite dans un épisode de Buzz Mag sous le rôle d'Elliott, un garçon que Rebecca rencontre pendant son voyage et dont Noah est totalement jaloux car elle lui voue une grande attention.  Il est retourné aux études après quelque temps à la télévision à Thornlea Secondary School 2009 UBC 2013.  Et il vit présentement à Vancouver.

## Filmographie
- 2001 : Dangereuses fréquentations au Zebra Lounge de Kari Skogland (TV)
- 2004 : Piège pour une mère (TV)
- Mee-Shee - Le secret des profondeurs (2005)
- X-Men (2000)
- Derek : Edwin Venturi (2005-   )
- Buzz Mag : Elliott
- Knockout : Mathieu Miller (2010)
- Mudpit  : Mikey(Booch)(présent)
- Vacances avec Derek (Vacation with Derek) (2010) (TV)